# Wielka Turnia (Gubalec)

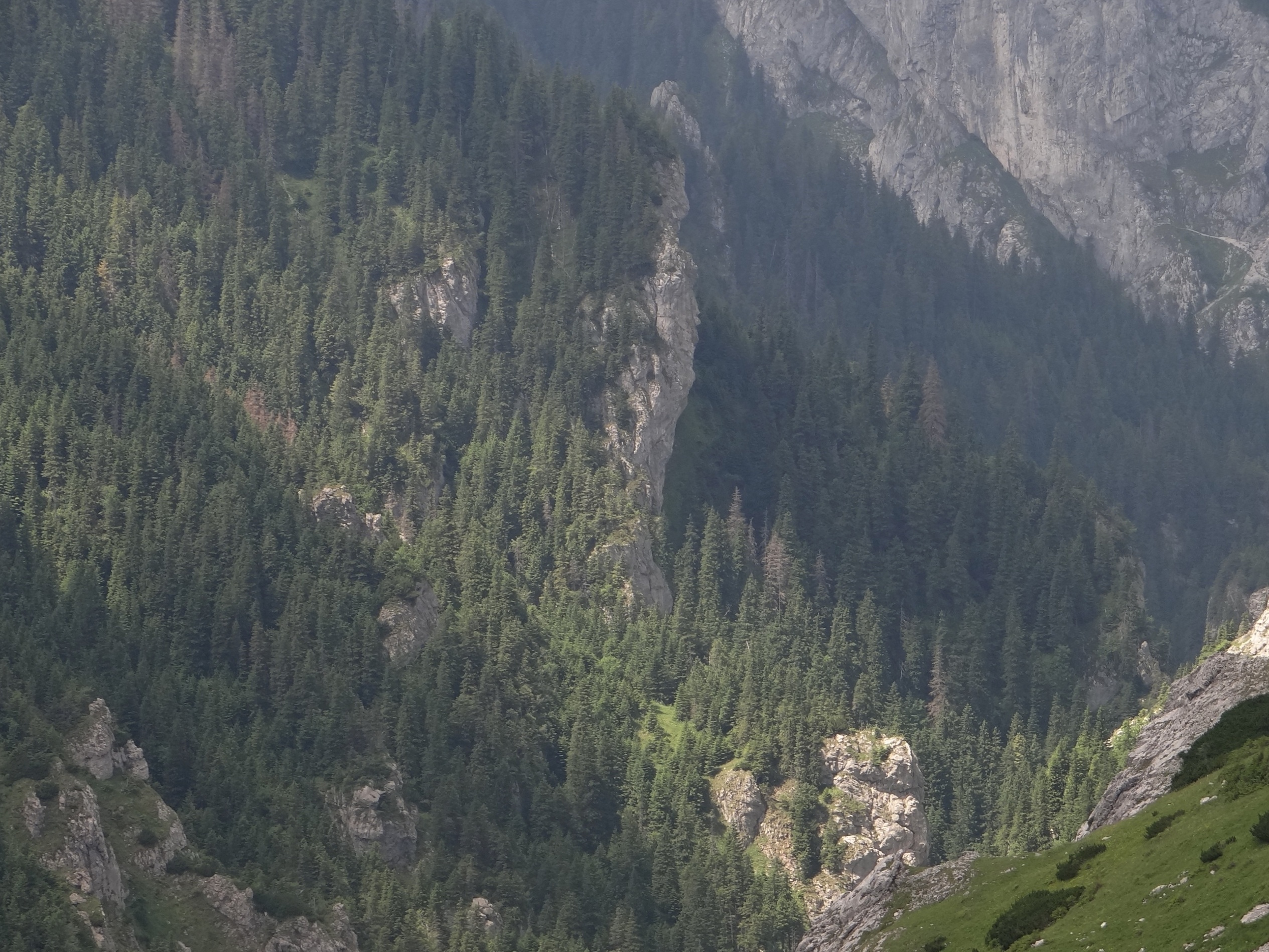
Przewieszona Wielka Turnia. Widok ze stoków Ciemniaka

Wielka Turnia – turnia w orograficznie lewych zboczach Wąwozu Kraków (odgałęzienie Doliny Kościeliskiej w Tatrach Zachodnich). Znajduje się w środkowej części północnej grzędy Gubalca. Północna ściana tej turni ma spore przewieszenie i wysokość około 50 m. Nie zainteresowali się nią jednak taternicy. Znajduje się w niej trudno dostępna jaskinia Dziura w Wielkiej Turni, a także schronisko Schron nad Zakosistą. Powyżej Wielkiej Turni, do szczytu Gubalca ciągnie się nieznaczna, niezbyt stroma i zalesiona wypukłość, poniżej strome i zalesione urwisko z pojedynczymi skałkami.
W polskich Tatrach istnieje inna, większa i bardziej znana turnia. Jest to Wielka Turnia Małołącka w Dolinie Małej Łąki.

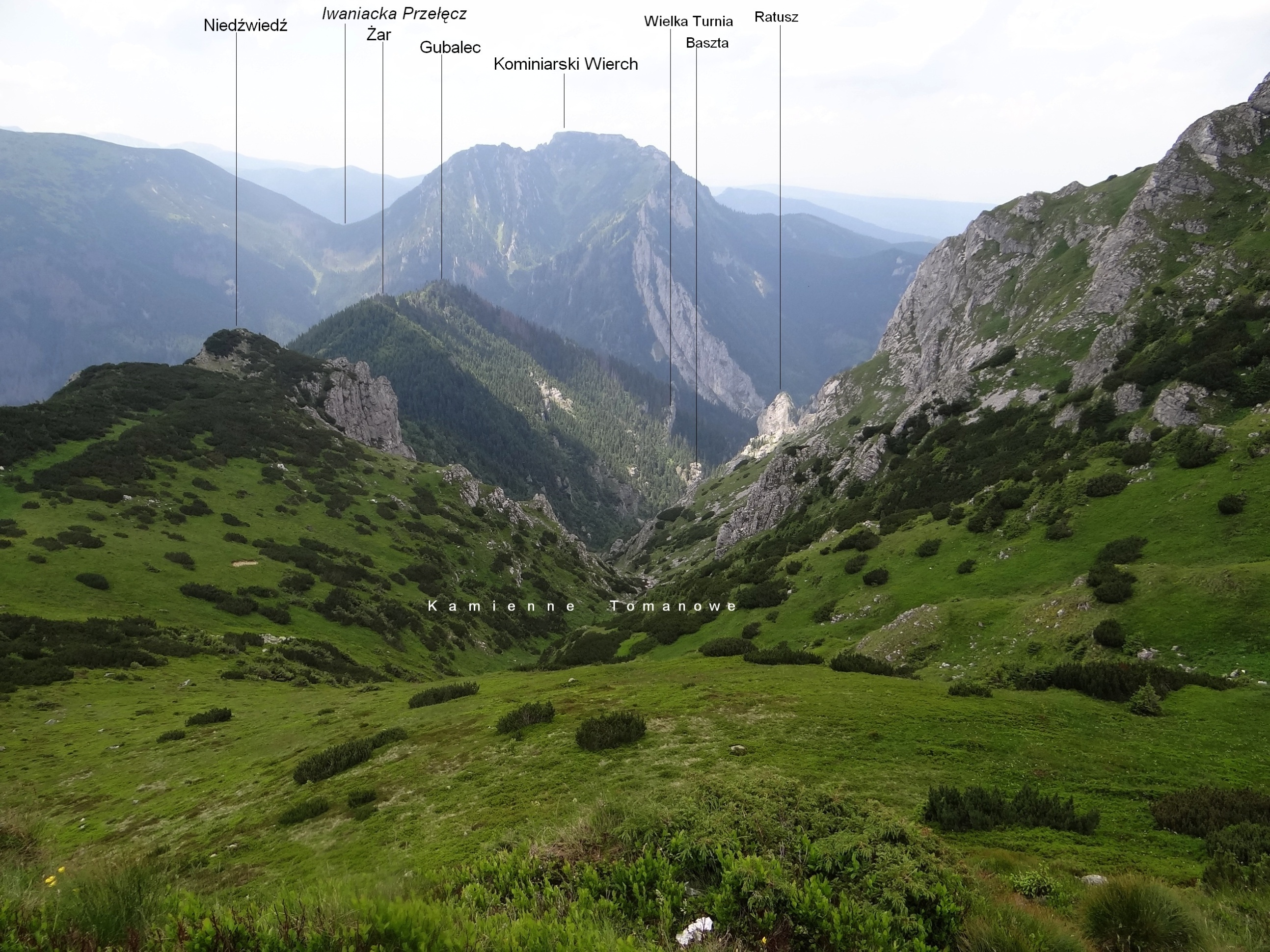
Widok ze stoków Ciemniaka na otoczenie górnej części Wąwozu Kraków